# Europamästerskapen i orientering 2004
Europamästerskapen i orientering 2004 avgjordes den 10–17 juli 2004 i Roskilde i Danmark.

## Medaljörer

### Damer

#### Medeldistans
1. Hanne Staff,  Norge, 29.58
2. Dainora Alšauskaitė,  Litauen, 30.24
3. Tatiana Ryabkina,  Ryssland, 30.53

#### Sprint
1. Simone Niggli-Luder,  Schweiz, 12.18
2. Jenny Johansson,  Sverige, 12.37
3. Emma Engstrand,  Sverige, 12.49

#### Långdistans
1. Simone Niggli-Luder,  Schweiz, 1.02.04
2. Emma Engstrand,  Sverige, 1.05.45
3. Tatiana Ryabkina,  Ryssland, 1.05.53

#### Stafett
1. Sverige 1 (Karolina A Höjsgaard, Jenny Johansson, Gunilla Svärd), 1.54.18
2. Norge 1 (Marianne Andersen, Elisabeth Ingvaldsen, Hanne Staff), 1.54.29
3. Sverige 2 (Cecilia Bratt, Lina Bäckström, Emma Engstrand), 1.57.42

### Herrar

#### Medeldistans
1. Thierry Gueorgiou,  Frankrike, 30.49
2. Jarkko Huovila,  Finland, 32.01
3. Emil Wingstedt,  Sverige, 32.10

#### Sprint
1. Emil Wingstedt,  Sverige, 13.35
2. Andrej Chramov,  Ryssland, 13.46
3. Mårten Boström,  Finland, 13.51

#### Långdistans
1. Kalle Dalin,  Sverige, 1.23.40
2. Mats Haldin,  Finland, 1.23.58
3. Emil Wingstedt,  Sverige, 1.24.41

#### Stafett
1. Finland 1 (Jarkko Huovila, Pasi Ikonen, Mats Haldin), 2.06.32
2. Danmark (Chris Terkelsen, René Rokkjær, Carsten Jørgensen), 2.06.42
3. Sverige 1 (Kalle Dalin, Johan Modig, Emil Wingstedt), 2.06.53

### Webbkällor
- ”European Orienteering Championship senior, statistics 1962-1964, 2000-” (på engelska). Norska Orienteringsförbundet. Arkiverad från originalet den 23 augusti 2011. https://web.archive.org/web/20110823153924/http://old.orientering.no/resultater/emres.asp. Läst 29 september 2012.